# 小久保晴行
小久保 晴行（こくぼ はるゆき、昭和11年（1936年）7月20日 - ）は、日本の著作家、洋画家、歌人、評論家、経営学博士。

## 概要
公益財団法人 えどがわボランティアセンター理事長、一般財団法人 国際江戸川文化福祉財団理事長、社会福祉法人 つばき土の会理事長。株式会社トーヨー会長、株式会社エフ・イー・アイ会長。江戸川区文化会会長、江戸川区美術会会長、江戸川区芸能文化協会会長、江戸川区福祉ボランティア団体協議会会長、江戸川区友好団体連絡会会長、江戸川明るい社会づくりの会会長、江戸川第九を歌う会会長、江戸川区ドッジボール協会会長、八代目橘家円蔵一門を励ます会会長。江戸川区短歌連盟顧問、江戸川区都市計画審議会委員、江戸川区民生委員推薦会委員。一般社団法人 日本経済協会理事、一般財団法人 日本ベトナム文化交流協会評議員、社会福祉法人 厚生会評議員。公益社団法人 日本文芸家協会会員、一般社団法人 日本ペンクラブ会員、一般社団法人 日本美術家連盟会員、一般社団法人 日本評論家協会会員、一般社団法人 日本旅行作家協会会員、日本短歌協会会員、日本歌人クラブ会員、一般社団法人 日本外国特派員協会協賛会員、東京江戸川ロータリークラブ会員、国際ロータリー第2580地区（東京・沖縄）パストガバナー。

## 略歴
東京都江戸川区生まれ。1955年 洋画個展を開催し、以降個展を6回開催する。1957年 日本アートクラブ会員。1959年 日本美術家連盟会員。1960年 渡仏、パリ大学で美術史を学ぶ。
1963年 帰国後 （株）トーヨーを創立して社長就任。現在は会長。
1970年 米華（台湾）の国交断絶直後、国際問題評論の単行本「生きている台湾」を発表し、以降、著述活動を開始した。
1981年 東京都内の信用組合理事長に就任、1995年退任。1987年 江戸川区文化会会長、江戸川区福祉ボランティア団体協議会会長就任 現在に至る。1988年 社会福祉法人 つばき土の会設立準備委員長、1995年 理事長就任、現在に至る。2000年 江戸川区代表監査委員就任、現在に至る。
2003年 小久保晴行ホームページを開設した。
2011年 一般財団法人 国際江戸川文化福祉財団理事長就任、現在に至る。2012年 一般財団法人 えどがわボランティア協会理事長就任。2013年 公益財団法人 えどがわボランティアセンター理事長就任、現在に至る。

## 著書
- 『生きている台湾』（二〇世紀社）1979年5月刊 0031-79520-5710
- 『中国ざっくばらん』（二〇世紀社）1980年4月刊 0031-80120-5710
- 『ベトナム人の旅』（二〇世紀社）1980年4月刊 0031-80420-5710
- 『毛沢東の捨て子たち』（世界日報社）1981年6月刊 ISBN 4-88201-014-3 C0036
- 『江青小伝 奔流の女』（白馬出版社）1982年5月刊 0023-82041-6981
- 『黄河の水澄まず』（世界日報社）1982年10月刊 ISBN 4-88201-017-8 C0036
- 『見習え華僑の処世術』（実業之日本社）1984年6月刊 0034-209230-3214
- 『中国、二つの貌』（河出書房新社）1984年11月刊 ISBN 4-309-24075-5 C0036
- 『華僑の人脈づくり金脈づくり』（実業之日本社）1986年11月刊 ISBN 4-408-13077-X C0034
- 『中国人生意経』（中国語）（台湾* 台北* 遠流出版事業公司）1987年1月刊
- 『世界の読み方歩き方』（イーストプレス）1990年7月刊 ISBN 4-900568-13-9 C0062
- 『人の知恵と力をうまく生かす私の方法』（三笠書房）1990年11月刊 ISBN 4-8379-1428-4 C0030
- 『中金持ちへの知恵袋』（イーストプレス）1992年3月刊 ISBN 4-900568-40-6 C0030
- 『孫文から李登輝へ』（共著）（早稲田出版）1992年3月刊 ISBN 4-89827-135-9 C0036
- 『地球ビジネス交流術』（イーストプレス）1993年11月刊 ISBN 4-900568-82-1 C0030
- 『ロータリーの四季』（イーストプレス）1995年3月刊 ISBN 4-87257-046-4 C 0095
- 『ロータリーと人生』（イーストプレス）1995年9月刊 ISBN 4-87257-061-8 C0095
- 『ふくしの家の物語』（イーストプレス）1998年11月刊 ISBN 4-87257-154-1 C0095
- 『死んでたまるか日本』（イーストプレス）1999年3月刊 ISBN 4-87257-166-5 C0095
- 『私を変えたことば』（共著）（光文社）2000年4月刊 ISBN 4-334-97257-8 C0095
- 『地方行政の達人』（イーストプレス）2002年4月刊 ISBN 4-87257-292-0 C0036
- 『いくつになっても各国めぐり』（イーストプレス）2003年10月刊 ISBN 4-87257-399-4 C0036
- 『八代目橘家圓蔵の泣き笑い人情噺』（イーストプレス）2003年10月刊 ISBN 4-87257-3846 C0076
- 歌集『パリ日乗』（短歌新聞社）2005年10月刊 ISBN 4-8039-1204-1 C0092
- 歌集『欧州幻影』（短歌新聞社）2005年12月刊 ISBN 4-8039-1246-7 C0092
- 歌集『ホームページ』（短歌新聞社）2006年4月刊 ISBN 4-8039-1273-4 C0092
- 歌集『光陰流水』（短歌新聞社）2006年8月刊 ISBN 4-8039-1295-5 C0092
- 歌集『地球万華鏡』（短歌新聞社）2006年12月刊 ISBN 4-8039-1321-8 C0092
- 歌集『日々塞翁が馬』（短歌新聞社）2007年6月刊 ISBN 978-4-8039-1352-1 C0092
- 歌集『胡蝶之夢』（短歌新聞社）2008年5月刊 ISBN 978-4-8039-1408-5 C0092
- 歌集『生々流転』（短歌新聞社）2009年6月刊 ISBN 978-4-8039-1454-2 C0092
- 『住んでみたい街づくりの賢人たち』（イーストプレス）2009年11月刊 ISBN 978-4-7816-0272-1 C0036
- 歌集『呑舟之魚』（短歌新聞社）2010年4月刊 ISBN 978-4-8039-1485-6 C0092
- 『地球つかみどり』（長崎出版）2010年5月刊 ISBN 978-4-86095-400-0 C0095
- 歌集『時空の旅人』（短歌新聞社）2011年4月刊 ISBN 978-4-8039-1530-3 C0092
- 『小久保 晴行著作集 第一巻』（イーストプレス） 2011年4月刊 ISBN 978-4-7816-0567-8 C0036
- 『小久保 晴行著作集 第二巻』（イーストプレス） 2011年8月刊 ISBN 978-4-7816-0654-5 C0036
- 歌集『曙光の荒野』（短歌新聞社）2012年3月刊 ISBN 978-4-8039-1569-3 C0092
- 『小久保 晴行著作集 第三巻』（イーストプレス） 2012年8月刊 ISBN 978-4-7816-0843-3 C0036
- 歌集『一期一会』 （現代短歌社）2013年3月刊 ISBN 978-4-906846-61-0 C0092
- 『小久保 晴行著作集 第四巻』（イーストプレス） 2013年4月刊 ISBN 978-4-7816-0987-4 C0036
- 『小久保 晴行著作集 第五巻』（イーストプレス） 2013年12月刊 ISBN 978-4-7816-1119-8 C0036
- 『小久保 晴行著作集 第六巻』（イーストプレス） 2014年6月刊 ISBN 978-4-7816-1222-5 C0036
- 歌集『日々の残照』 （現代短歌社）2014年6月刊 ISBN 978-4-86534-027-3 c0092
- 『小久保 晴行著作集 第七巻』（イーストプレス） 2014年12月刊 ISBN 978-4-7816-1247-8 C0036
- 『小久保 晴行著作集 第八巻』（イーストプレス） 2015年4月刊 ISBN 978-4-7816-1247-8 C0036
- 歌集『午后の舟唄』 （現代短歌社）2015年6月刊 ISBN 978-4-86534-096-9 C0092